# Pedro del Castillo

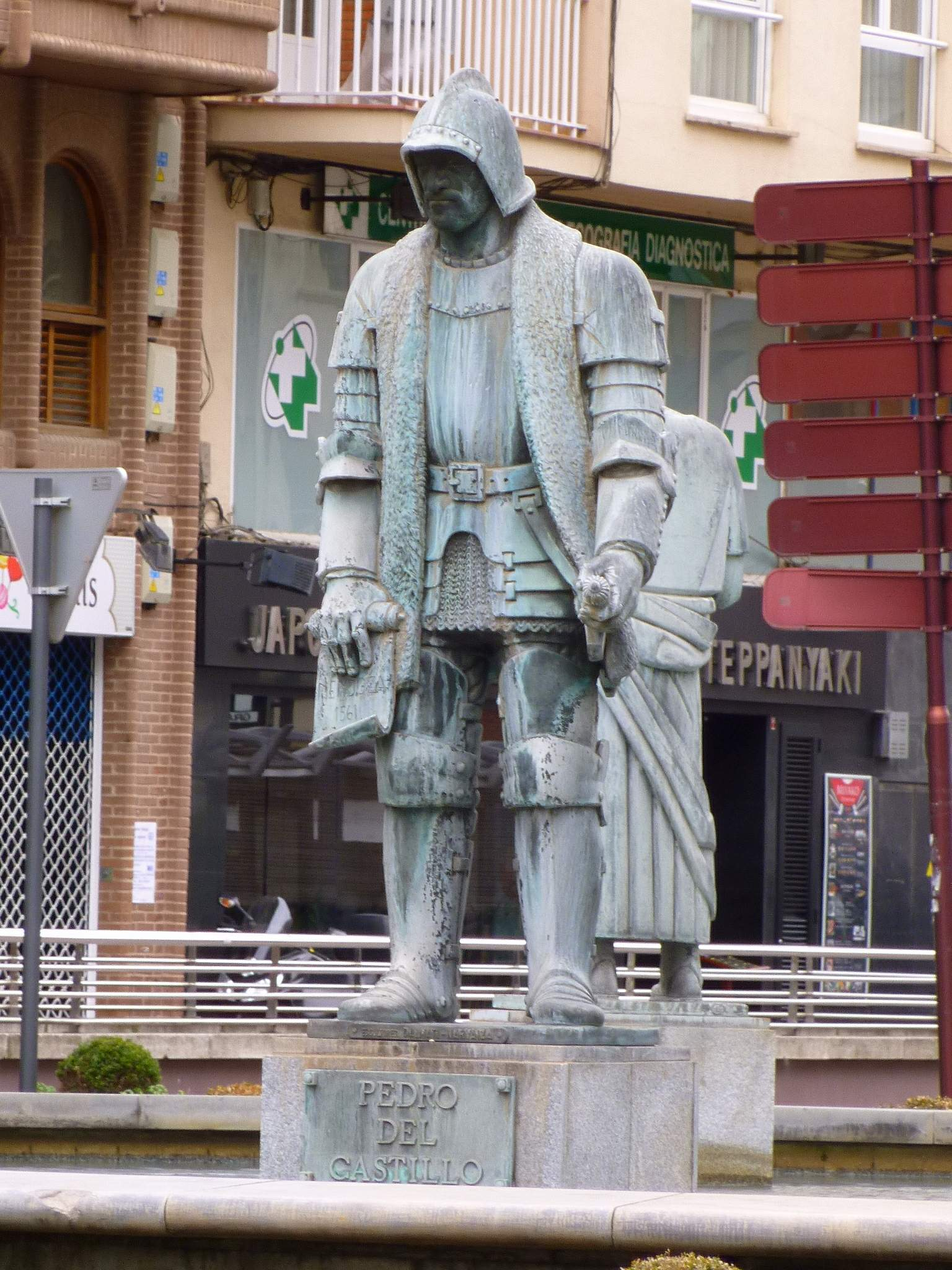
Estatua de Pedro del Castillo en la Fuente de los Riojanos Ilustres, en Logroño.

Pedro  del Castillo (del Castillo) (Villalba de Rioja, La Rioja (España), 1521 - Ciudad de Panamá, 28 de marzo de 1569) fue un conquistador español. Es conocido por fundar la ciudad de Mendoza, en Argentina, la cual luego sería trasladada por Juan Jufré.

## Biografía
Cumplió funciones en América, en principio a las órdenes de Francisco de Villagra en Chile, con quien participó en la Guerra de Arauco.
Previamente se había desempeñado como corregidor de algunas ciudades de América recientemente fundadas.
En noviembre de 1560 fue nombrado por el gobernador de Chile, don García Hurtado de Mendoza capitán general y teniente gobernador para poblar, fundar, repartir tierras y encomendar indios en la provincia de Cuyo.
En cumplimiento de éstas órdenes del Castillo organizó una expedición hacia el este, cruzando los Andes, que partió con 58 hombres (1) a fines de enero de 1561. En su viaje atravesaron los valles de Aconcagua y de Uspallata, y para el 22 de febrero los colonizadores llegaron al área del valle de Huentata, donde tomaron posesión legal del territorio en nombre del Rey.
El 2 de marzo de 1561, Pedro del Castillo y los demás españoles que lo acompañaban se agruparon para realizar el acto legal de fundación de la ciudad como Mendoza, en honor al gobernador de Chile que dispuso la expedición. También dio nombre al valle en el que se encuentra la localidad, al que llamó como su tierra de origen, La Rioja. 
Al poco tiempo, fue destituido y enviado a Lima, Perú para finalmente establecerse en España, en su localidad de origen, Villalba de Rioja, donde contrajo matrimonio con Catalina Barrena, de quien tuvo tres hijos. Testó en octubre de 1587, falleciendo poco después.